# Петър Кушлев
Петър Стоянов Кушлев е български художник дърворезбар.

## Биография
Роден е на 14 юли 1909 година в Широка лъка. През 1934 година завършва Държавната художествена академия, специалност „дърворезба“ при Анастас Дудулов. Ученик е на Владимир Димитров – Майстора. 
Работи църковни дърворезби в стила на Дебърската школа, а след 1944 година - предимно резби за художествено оформяне на обществени сгради. Стилът на иконостасите и полилеите му, а вероятно и на повечето му произведения се определя като архитектоничен, тъй като проектира и реализира творбите си в множество плоскости, с което те се отличават от общоприетите.
През 1972 година Петър Кушлев е награден с орден „Кирил и Методий“ II степен. В ателието си в софийския квартал „Изгрев“ обучава поколения дърворезбари, сред които водещите преподавателки в школи по резба - Лоте Абел Раденкова (1934-2017), Костадинка Кръстева, основателя на Съюза на глухите в България, Марчо Радулов Марчев и цял екип от слабочуващи майстори, сред които Коста Диноев  Преподава в Църковно-историческия музей при Светия Синод и участва в издаването на сертификати на църковните дърворезбари. Умира на 26 август 2000 година.
Личният му архив се съхранява във фонд 1232К в Централен държавен архив. Той се състои от 200 архивни единици от периода 1932 – 1968 г.
Творчеството му е представено през 2011 в биографичен албум от Станислав Кушлев.

## Творчество
Произведения на българското църковно изкуство
- Иконостас и архиерейски трон в църквата „Света Троица“ в Слатина (1943)
- Участие в екип по украсата на  Военната костница с храм "Св Георги" при Централните софийски гробища (1943)
- Амвон и владишки трон в църквата „Света Петка Нова“ в Пловдив
- Иконостаси в църквите "Успение Богродично"[6] (1956-1959) и „Свети Иван Рилски“ (1959-1962) в Търговище
- Иконостас в храм-паметник,"Свети Иван Рилски" в Кресна (гара Пирин), Светиврачко (1942)
- Иконостас в църквата "Свети Николай" в Ямбол (1950)
- Иконостас в църквата „Свети Иван Рилски“ в Харманли (1938)
- Полилеи в църквата „Успение Богородично“ във Варна (1955)
- Иконостас в църквата „Света Троица“ в Мърчаевския манастир

Прозведения на българското публично декоративно-приложно изкуство
Художествено оформление на:
- Резиденция "Воден", Разградско (1964)
- Механа на Гара Горна Оряховица (1968)
- Дом на културата в Лозница, Разградско (1968)
- Представителен дом в Лъки, Смолянско (1973)
- Представителен дом на язовир "Студена", Пернишко (1973)
- Кабинет на министерския съвет в София (1974)
- Множество частни домове